# Aleksandr Boliýan
Aleksandr Boliýan, orm. Ալեքսանդր Բոլիյան, ros. Александр Болиян, Aleksandr Bolijan (ur. 27 lipca 1989 w Kisłowodzku, Turkmeńska SRR) – turkmeński piłkarz pochodzenia ormiańskiego, grający na pozycji napastnika.

## Kariera piłkarska

### Kariera klubowa
Wychowanek klubu Şagadam Turkmenbaszy, w którym w 2005 rozpoczął karierę piłkarską. Na początku 2011 przeszedł do Nebitçi Balkanabat, ale wkrótce przeniósł się do Ahal FK. Potem wrócił do Şagadamu Turkmenbaszy. Na początku 2015 wyjechał za granicę, gdzie bronił barw uzbeckiego Dinama Samarkanda, ale nieczęsto wychodził na boisko, dlatego latem 2015 przeszedł do Balkanu Balkanabat.

### Kariera reprezentacyjna
W 2009 debiutował w narodowej reprezentacji Turkmenistanu.

## Sukcesy i odznaczenia

### Sukcesy piłkarskie
Şagadam Turkmenbaszy
- brązowy medalista Mistrzostw Turkmenistanu: 2014
- zdobywca Pucharu Turkmenistanu: 2007
- finalista Superpucharu Turkmenistanu: 2007

Balkan Balkanabat
- wicemistrz Turkmenistanu: 2015

### Sukcesy indywidualne
- król strzelców Mistrzostw Turkmenistanu: 2012 (23 gole)